# Rosalinde Mynster
Rosalinde Mynster (nascuda el 28 de setembre de 1990 a Frederiksberg, Dinamarca) és una actriu danesa coneguda principalment pel seu paper com a Fie Kjær, una cambrera a la sèrie de televisió Hotel Voramar (Badehotellet). Va debutar al cinema amb 16 anys a la pel·lícula dramàtica To verdener de Niels Arden Oplev el 2008. És filla dels actors Søren Spanning i Karen-Lise Mynster.

## Filmografia

### Pel·lícules
| Any  | Títol                           | Personatge           |
| ---- | ------------------------------- | -------------------- |
| 2008 | To Verdener                     | Sara                 |
| 2010 | Sandheden om mænd               | Julie                |
| 2012 | En kongelig affære              | Marie                |
| 2017 | Underverden                     | Lærke                |
| 2017 | Robin                           | Robin                |
| 2018 | Christian IV - Den sidste rejse | Kirsten Munk de jove |
| 2018 | I krig & kærlighed              | Kirstine Mikkelsen   |
| 2020 | Hvor kragerne vender            | Laura                |

### Televisió
| Any       | Títol            | Personatge  |
| --------- | ---------------- | ----------- |
| 2013-2018 | Hotel Voramar    | Fie Kjær    |
| 2016      | Den anden verden | Germanastra |

### Dibuixos animats i animació
| Any  | Títol                     | Personatge        |
| ---- | ------------------------- | ----------------- |
| 1998 | A Bug's Life              | Dat               |
| 1999 | Babar: Elefanternes konge | Céleste de petita |
| 2000 | Dinosaurerne              | Suri              |